# Ghiacciaio Trio
Il ghiacciaio Trio è un ghiacciaio lungo circa 4,5 km, situato sulla costa orientale dell'isola Alessandro I, al largo della costa della Terra di Palmer, in Antartide. Il ghiacciaio si trova nella parte centro-orientale delle cime Pianeta, subito a ovest del ghiacciaio Rubble, e da qui fluisce verso sud-est, scorrendo lungo il versante occidentale dei picco Blowden e poi quello meridionale della cresta Elephant, per poi unire il suo flusso a quello del ghiacciaio Urano.

## Storia
Il ghiacciaio Trio fu probabilmente avvistato per la prima volta da Lincoln Ellsworth, il quale, il 23 novembre 1935, effettuò una ricognizione aerea del segmento di costa in cui si trova il ghiacciaio, fotografandolo. Esso è stato però così battezzato solo nel 2005 dal Comitato britannico per i toponimi antartici in onore di Cliff Pearce, John P. Smith e Brian Taylor, tre ricercatori del British Antarctic Survey (al tempo ancora chiamato "Falkland Islands Dependencies Survey", FIDS) che, dal 1961 al 1962, furono dislocati presso la stazione di Fossil Bluff.